# Krystyna Shmeruk
Krystyna Shmeruk (właśc. Krystyna Bevis-Shmeruk, ur. w Przemyślu) – prezes Fundacji Dziedzictwo im. Chone Shmeruka, twórczyni Festiwalu Galicja.
Współrealizatorka w 1996 filmu „Kościół na górze Syjon”.
Druga żona profesora Chone Shmeruka.

## Literatura
- Hanna Rudniańska – „Korczak, Tokarzewski i my”, Rapid, Kraków 2005